# Précession géodétique
La précession géodétique est le nom donné au phénomène de précession que subit le moment cinétique d'un objet, ou le spin d'une particule élémentaire quand elle possède une trajectoire accélérée, soumise ou non aux forces gravitationnelles. La précession géodétique est en fait la combinaison de deux effets, la précession de Thomas qui concerne les forces non gravitationnelles, et découvertes dans le cadre du spin de l'électron d'un atome d'hydrogène, et l'effet de de Sitter, qui concerne les forces d'origine gravitationnelles. La précession de Thomas est explicable dans le cadre de la relativité restreinte, l'effet de de Sitter dans le cadre de la relativité générale. Il est nécessaire de découpler la partie non gravitationnelle de la partie gravitationnelle, car dans ce dernier cas, il faut tenir compte des déformations de l'espace générées par le champ gravitationnel. Ces déformations étant inexistantes dans le cas de forces non gravitationnelles, l'effet du champ gravitationnel sur la précession géodétique diffère de celui qui serait causé par une force non gravitationnelle d'intensité et de direction équivalente.

## Formule de la précession
Le moment cinétique propre {\displaystyle \mathbf {S} } d'un objet subissant une accélération {\displaystyle \mathbf {a} } d'origine non gravitationnelle et plongé dans un puits de potentiel U, et animé d'une vitesse {\displaystyle \mathbf {v} } dans un référentiel donné va précesser selon la formule usuelle
{\displaystyle {\frac {{\rm {d}}{\mathbf {S} }}{{\rm {d}}t}}={\mathbf {\Omega } }\wedge {\mathbf {S} }},
avec
{\displaystyle {\mathbf {\Omega } }={\frac {1}{2}}{\frac {\left({\mathbf {a} }-3{\mathbf {\nabla } }U\right)\wedge {\mathbf {v} }}{c^{2}}}},
où c est la vitesse de la lumière. Le premier terme du membre de gauche du produit vectoriel ({\displaystyle {\mathbf {a} }}) correspond à la précession de Thomas, le second {\displaystyle 3{\mathbf {\nabla } }U} à l'effet de Sitter.
En pratique, trois cas potentiellement intéressants se produisent :
- Si l'objet est en chute libre, alors l'accélération d'origine non gravitationnelle est nulle, et seul l'effet de Sitter est présent.
- Si les forces gravitationnelles sont négligeables (comme pour un électron dans un atome), seule la précession de Thomas est présente.
- Si l'objet est situé à la surface d'un corps, il subit une accélération opposée au champ gravitationnel (la réaction du support, opposée au champ gravitationnel, soit {\displaystyle {\mathbf {a} }=+{\mathbf {\nabla } }U}). On a alors, en ne tenant pas compte d'autres forces non gravitationnelles,

{\displaystyle {\mathbf {a} }-3{\mathbf {\nabla } }U=-2{\mathbf {\nabla } }U}.
À noter que le facteur 3 devant le champ gravitationnel montre que les forces gravitationnelles et non gravitationnelles ne jouent pas le même rôle ici. Si tel était le cas, l'accélération de la pesanteur {\displaystyle -{\mathbf {\nabla } }U} figurerait de la même façon que l'accélération non gravitationnelle {\displaystyle {\mathbf {a} }}, ce qui n'est pas le cas ici, du fait du facteur 3.
Pour l'interprêtation physique de ces deux effets (précession de Thomas et effet de Sitter), voir les articles correspondants.

## Source
- (en) Charles W. Misner, Kip S. Thorne et John Archibald Wheeler, Gravitation, New York, W.H. Freeman and Company, 1973 (réimpr. 1997, ..., 2003, 2006, 2008) (1re éd. 1970), 1280 p. (ISBN 978-0-716-70334-1 et 978-0-716-70344-0, OCLC 585119), p. 1118-1119